# Castellum Divitia
Castellum Divitia (în română: Fortăreața Divitia) era o tabără militară romană, construită în anii 308-315, pe malul drept al fluviului Rin, în dreptul Colonia Claudia Ara Agrippinensium, cu scopul de a asigura frontiera germană, drept „cap de pod” de apărare contra incursiunilor populațiilor vecine ale francilor. Se afla pe teritoriul vechiului oraș Deutz, azi încorporat în orașul Köln.

## Arheologia așezării militare
Castelum Divitia era conceput ca un punct de sprijin pentru protejarea granițelor imperiale ale Galiei. A fost construit de soldații Legiunii a XXII-a Primigenia, sub împăratul Constantin I. Construcția a fost începută în anul 308 și, în același timp cu podul cel mare, de lemn, care a unit Divitia cu Colonia Agrippinensis, a fost finalizat după anul 312, probabil în 315.
Fortăreața avea lungimea de 142,35 metri, cu dimensiunile externe de 2,25 de hectare, în timp ce zona internă acoperea 1,81 de hectare. Zidurile erau înalte de circa 3,30 metri, în timp ce turnurile exterioare ajungeau la 4,06 metri înălțime. La circa 30 de metri de zidurile fortificației, a fost excavat un șanț mare de 12 metri lățime și 3 metri adâncime. Fortăreața avea doar două porți (spre deosebire de multe alte fortărețe, care aveau 4 intrări), flancate de câte două turnuri, aliniate exact cu podul. Pe lângă aceste patru turnuri de intrare, au existat încă 10 turnuri de-a lungul zidurilor și în cele 4 colțuri, toate proiectate spre exterior. Dimensiunile fortăreței au sugerat că în această tabără erau prezenți nu mai puțin de 900 legionari romani.
În interiorul cetății, de-a lungul axei est-vest era "Via Praetoria", cu o lățime de 5 metri. Pe fiecare parte a drumului se aflau cazarme de 57,40 metri lungime și largi de 11,50 metri. În interior, cazărmile erau împărțite în încăperi de 3,90 m, fiecare. La acestea trebuie adăugate construcțiile Principiei și ale Praetoriumului. Abandonată de romani în jurul anului 401, după 430, francii au construit o curte regală în interior ("Divitia Civitas").

## Galerie de imagini

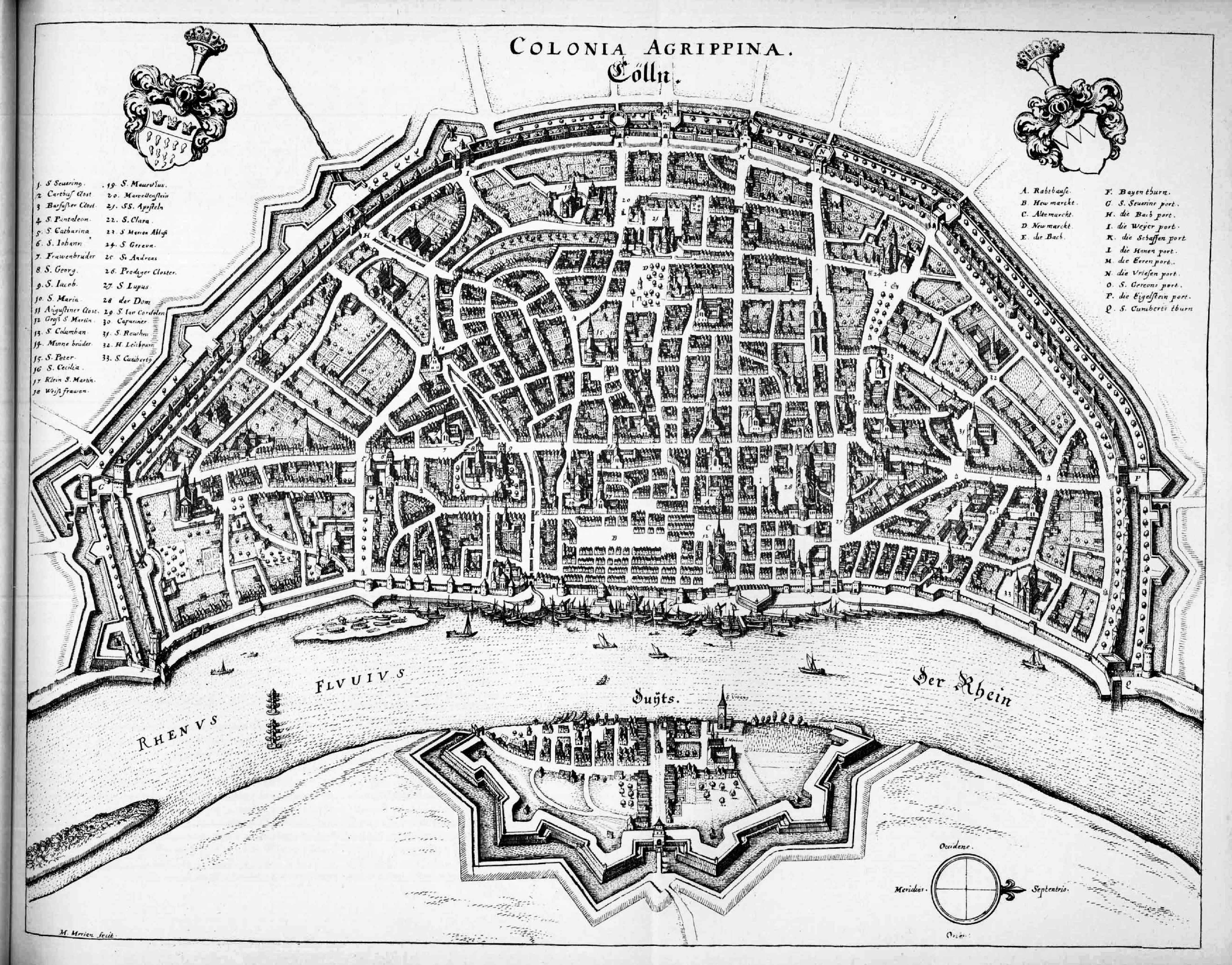
Köln și Deutz pe o hartă din 1646.
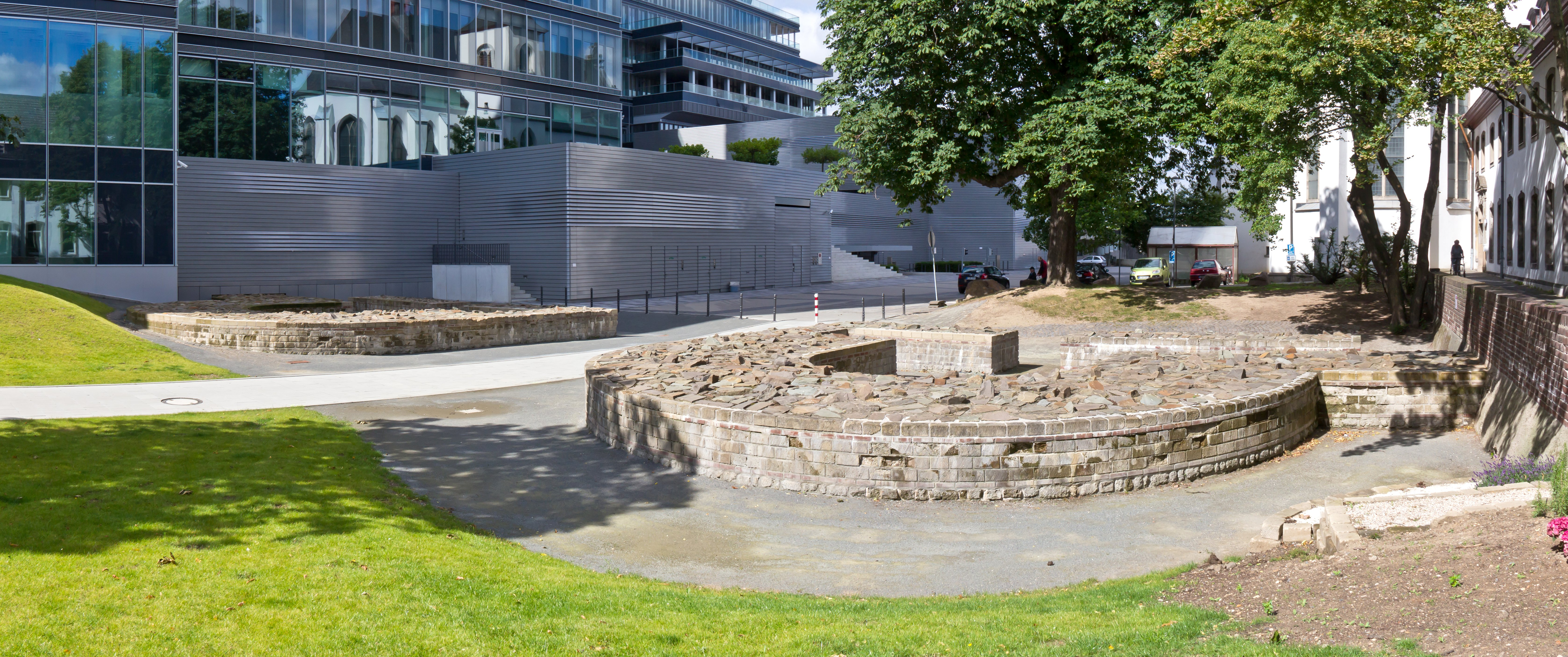
Resturi conservate din poarta orientală.
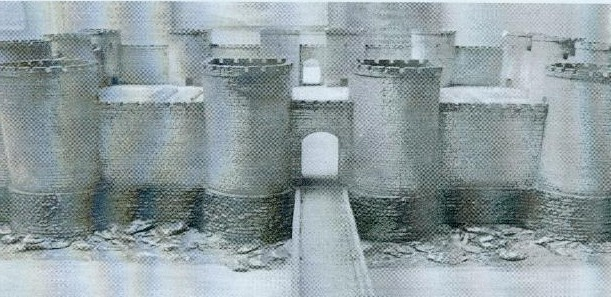
Model de reconstrucție din 1930.